# Lone Fischer
Lone Fischer (født. 8. September 1988 i Egernførde, Tyskland) er en tidligere tysk håndboldspiller, som spillede for Buxtehuder SV i årene 2008 til 2021 og Tysklands kvindehåndboldlandshold fra 2012 til 2017.